# Hydrocynus vittatus
Hydrocynus vittatus és una espècie de peix de la família dels alèstids i de l'ordre dels caraciformes.

## Morfologia
- Els mascles poden assolir 105 cm de longitud total[1] i les femelles 70.
- Pes màxim: 28 kg.[2][3]

## Hàbitat
És un peix d'aigua dolça i de clima tropical (22 °C-28 °C).

## Distribució geogràfica
Es troba a Àfrica.